# Jamal Sellami
Jamal Sellami, né le 6 octobre 1970 à Casablanca, est un footballeur international marocain reconverti en entraîneur. Durant sa carrière de joueur, qui s'étend de 1991 à 2004, il évolue au milieu de terrain, et parfois en défenseur central devenu entraîneur.
Après avoir passé une brève période au sein du centre de formation du Raja Club Athletic en 1982, il intègre l'Olympique de Casablanca et s'installe rapidement au poste de milieu défensif. Sous les commandes de René Taelman, il fait ses débuts avec l'équipe première en 1991, où il prendra part à l'époque dorée du club, avec des victoires en Championnat, en Coupe du trône, et un record de 3 Coupes arabes des vainqueurs de coupes consécutives (1991, 1992 et 1993).
En 1995, il rejoint le Raja Club Athletic où il remporte trois championnats de suite (1996, 1997 et 1998), en plus de la Coupe du trône 1996. Au niveau international, Jamal Sellami remporte avec les Verts la Ligue des champions 1997 en battant Goldfields SC en finale, et perd la Supercoupe 1998 aux tirs au but contre l'Étoile du Sahel.
En parallèle, il est appelé en équipe du Maroc pour la première fois en 1994 par le sélectionneur Abdellah Blinda. Il participe notamment à la Coupe du monde 1998 organisé en France, où les Lions de l'Atlas seront éliminés malgré un parcours épatant clôturé par une victoire 3-0 contre l'Écosse.
En 1998, il est transféré au Beşiktaş JK où il termine vice-champion de Turquie à deux reprises (1999 et 2000), et finaliste de Coupe de Turquie en 1999. Après 3 saisons passées au club Stambouliote, il revient au Raja où il ne dispute qu'une seule rencontre, avant de terminer sa carrière de joueur au Maghreb de Fès en 2004.
Les crampons raccrochés, il passe ses diplômes d’entraîneur puis devient l’adjoint d'Oscar Fulloné au Raja en 2005-2006. En 2008, il prend en main le Difaâ d'El Jadida avant d’être nommé en juillet 2009 adjoint de Hassan Moumen, sélectionneur de l’équipe du Maroc. De 2011 à 2014, il entraîne le FUS de Rabat, où il finit vice-champion en 2011-2012 et fait participer le club à la première Ligue de champions de son histoire. Après un passage au Difaâ d'El Jadida, il devient en juillet 2016 le sélectionneur de l'équipe du Maroc des locaux où il emmènent les Lions de l'Atlas à la victoire finale au Championnat d'Afrique de nations 2018 en écrasant le Nigeria sur le score de 4-0. Entre 2018 et 2019, il prend en charge les équipes nationales U17 et U20 du Maroc. De novembre 2019 à avril 2021, il entraîne le Raja CA avec qui il remporte le championnat 2019-2020.

## Biographie

### Carrière de joueur

#### Carrière en club

##### Jeunesse et débuts
Jamal Sellami voit le jour le 6 octobre 1970 à Casablanca, la capitale économique du royaume. Encore jeune, né à Hay al Inara, et c'est dans les ruelles de ce quartier qu'il commencera à pratiquer le football et exposer son talent.
Âgé de 12 ans, il intègre le centre de formation de son club de cœur, le Raja Club Athletic. En 1983, un recruteur au sein de son quartier du nom de Mohamed Chadli le fait transférer à l'Olympique de Casablanca en 1983 où il intègre l'équipe des minimes.
Pendant près de huit ans, Jamal passe par toutes les catégories d'âge, avent d'atteindre l'équipe première en 1991.

##### Succès avec l'Olympique de Casablanca (1991-1995)
Ses prestations en équipe B réussissent à convaincre le Belge René Taelman, entraîneur de l'équipe première, à l'intégrer au groupe professionnel à l'aube de la saison 1991-1992 où il côtoie les vedettes du club aux entraînements.
Le 16 décembre 1991 à Dubaï, Jamal est titulaire lors de la finale de la Coupe arabe des vainqueurs de coupe contre les Égyptiens du Arab Contractors SC. La formation marocaine remporte le titre sur le score de 1-0 grâce au but de Aziz Ouzougate. Localement, l'équipe finira le championnat à la 5e position et sera éliminé de la coupe du trône aux huitièmes de finale,.
Le 11 janvier 1993 au Stade El Harti à Marrakech, l'Olympique s'impose à nouveau face au Raja lors de la finale de la coupe du trône sur le score de 1-0, et réédite ainsi l'exploit de 1983. L'équipe continue sur sa lancée positive et termine le championnat à la 4e position.
Le 27 novembre à Djeddah, et après avoir battu les Tunisiens de l'Avenir de La Marsa 4-0 en demi-finale, l'Olympique s'oppose à Al -Sadd SC pour défendre son titre de la Coupe arabe des vainqueurs de coupe remportée l'année d'auparavant. Les compagnons de Sellami s'imposent sur le score de 2-0.
Le 2 février 1994, Sellami dispute une autre finale de la Coupe arabe des vainqueurs de coupe, édition organisée à Doha cette fois lorsqu'il rencontre Al-Qadisiya Club d'Arabie saoudite. Grâce à un but de Tawfik Bellagha, les marocains réalisent l'exploit et alignent un 3e sacre consécutif, un record. 3 mois après, il remporte avec son club le championnat du Maroc 1993-1994 en devançant le Raja, le Wydad et l'AS FAR de 10 points.

##### Triomphes avec le Raja (1995-1998)
Avec la dissolution de l'Olympique de Casablanca en 1995, la majorité de ses joueurs se retrouvent sans club, certains arrêtent leurs carrières tandis que d'autres essayent de trouver un nouveau club. En compagnie de quelques-uns de ses coéquipiers, Jamal Sellami est transféré au géant de Casablanca, le Raja Club Athletic qui était alors entraîné par le technicien russe Guennadi Rogov.
Il dispute son premier match contre l'Olympique de Khouribga au titre de la première journée du championnat, où les Verts s'imposent au Stade du Phosphate grâce à un succès de Mustapha Khalif. Son premier but est marqué contre le Moghreb de Tétouan au Stade Mohamed V, où ce dernier sera battu sur le score de 5-1 (buts de Sellami, Khalif, Nazir et doublé de Bassir).
Le 18 février 1996, au compte des quarts de finale de la coupe du trône, le Raja enregistre le plus grand résultat de l'histoire du Derby et balaye le Wydad sur le score de 5-1, succès de Sellami et deux doublés de Nazir et Khalif. Il élimine ensuite le Rachad Bernoussi en demi-finales (3-0) avant de battre les FAR de rabat en finale grâce à un but de Abdellatif Jrindou à la 119e minute.
Deux mois après, et à trois journées de la fin du championnat, les Verts remportent le titre en devançant l'Olympique de Khouribga de 9 points. Jamal réalise alors le doublé coupe-championnat avec les Verts.
Le 15 juin 1997, et après une rude course au titre avec le Wydad, Jamal et ses partenaires menés par Alexandru Moldovan s'adjugent leur deuxième championnat de suite à deux journées de la fin, avec 2 points d'avance sur leur rival.
Le 30 novembre, le Raja joue la finale aller de la Ligue des champions 1997 contre Goldfields SC à Obuasi, après une première mi-temps bien disputé où les Verts ratent plusieurs occasions de but, survient la 57e minute où Mohamed Bekkari reçoit un deuxième carton jaune de la part de l'arbitre ivoirien Sinko Zeli et est donc renvoyé. Jamal se fracture le bras à la suite d'un accrochage avec un défenseur adverse. Finalement, la défense des Verts cèdent à la pression et Adjei parvient à inscrire le seul but des ghanéens à la 79e minute.
Forfait pour la finale-retour joué le 14 décembre, Sellami suit le match des tribunes du Stade Mohamed V. Les Aigles verts remportent leur deuxième ligue des champions, première édition sous cette nouvelle appellation, aux tirs au but après avoir remporté le match 1-0 grâce au but de Abdelkarim Nazir à la 79e minute.
Le 15 mars 1998 au Stade Mohammed V, Sellami est aligné en défense lorsque le Raja perd la Supercoupe d'Afrique face à l'Étoile du sahel aux tirs au but après que le temps réglementaire s'est soldé sur un score nul de 2-2.
Le 2 février 1998, il marque son dernier but contre le Sporting de Salé lorsque son équipe s'impose 4-0, en plus d'un but de Londo et d'un doublé de Ziyati.
Le 17 mai à El Jadida, il joue son dernier match contre le Difaâ Hassani d'El Jadida, où le Raja va remporter le match grâce à un but de Londo et va célébrer son troisième championnat consécutif.

##### Transfert au Beşiktaş JK (1998-2001)
En juillet 1998, Jamal Sellami est transféré au Beşiktaş JK contre la somme de 1 800 000 €, il devient alors sujet au transfert le plus cher de la Botola pour l'époque
Le 25 mai 2001, au titre de la 34e journée du Championnat de Turquie contre Denizlispor, il inscrit son premier but avec Beşiktaş, d'un coup de tête à la 86e minute.
Il disputera avec le club Stambouliote un total de 51 matchs avec 1 but marqué.

##### Retour au Maroc (2001-2004)
Son bail avec le Beşiktaş arrivant à son terme à l'été 2001, Jamal retourne au Raja au titre de la saison 2001-2002, mais ne réussit pas s'imposer au sein d'un effectif très riche entraîné alors par Silvester Takač.
Le 17 octobre 2001, il dispute sa seule rencontre cette saison contre le Tihad Sportif Club au titre de la 4e journée du championnat, où les Verts s'imposent au Stade Larbi-Zaouli sur le score de 2-1, avec un penalty de Omar Nejjary et une réalisation de Sami Tajeddine à la 90e minute de jeu.
Durant le mercato hivernal de 2003, il rejoint le club de la capitale culturelle du royaume, le Maghreb de Fès.
Au terme de la saison 2003-2004, Jamal Sellami décide de mettre un terme à sa carrière de joueur, bien qu'il soit âgé de 33 ans seulement, et d'obtenir sa licence d'entraîneur en vue d'entreprendre une nouvelle carrière.

#### Carrière internationale
Le 4 septembre 1994 à Ouagadougou, il dispute son premier match international contre le Burkina Faso au titre de la phase de qualification pour la Coupe d'Afrique des nations 1996, match perdu par les marocains sur le score de 2-1, où le seul but des Lions de l'Atlas fut marqué par Tahar El Khalej.
Le 7 février 1996, il inscrit son seul but en sélection au titre d'un match amical contre le Luxembourg joué au Stade Moulay-Abdallah.
Il figure parmi la sélection marocaine retenue par Henri Michel pour disputer le Mondial de 1998.
Il fera une seule apparition lors de cette compétition, le 23 juin 1998 contre l'Écosse au titre du 3e match du groupe A, quand il remplace Youssef Chippo à la 87e minute, alors que les Lions de l'Atlas menaient sur le score de 3-0 (but de Hadda et doublé de Bassir). En sept ans, il compte 39 sélections pour 1 but.

### Carrière d'entraîneur

#### Entraîneur-adjoint du Raja (2005-2008)

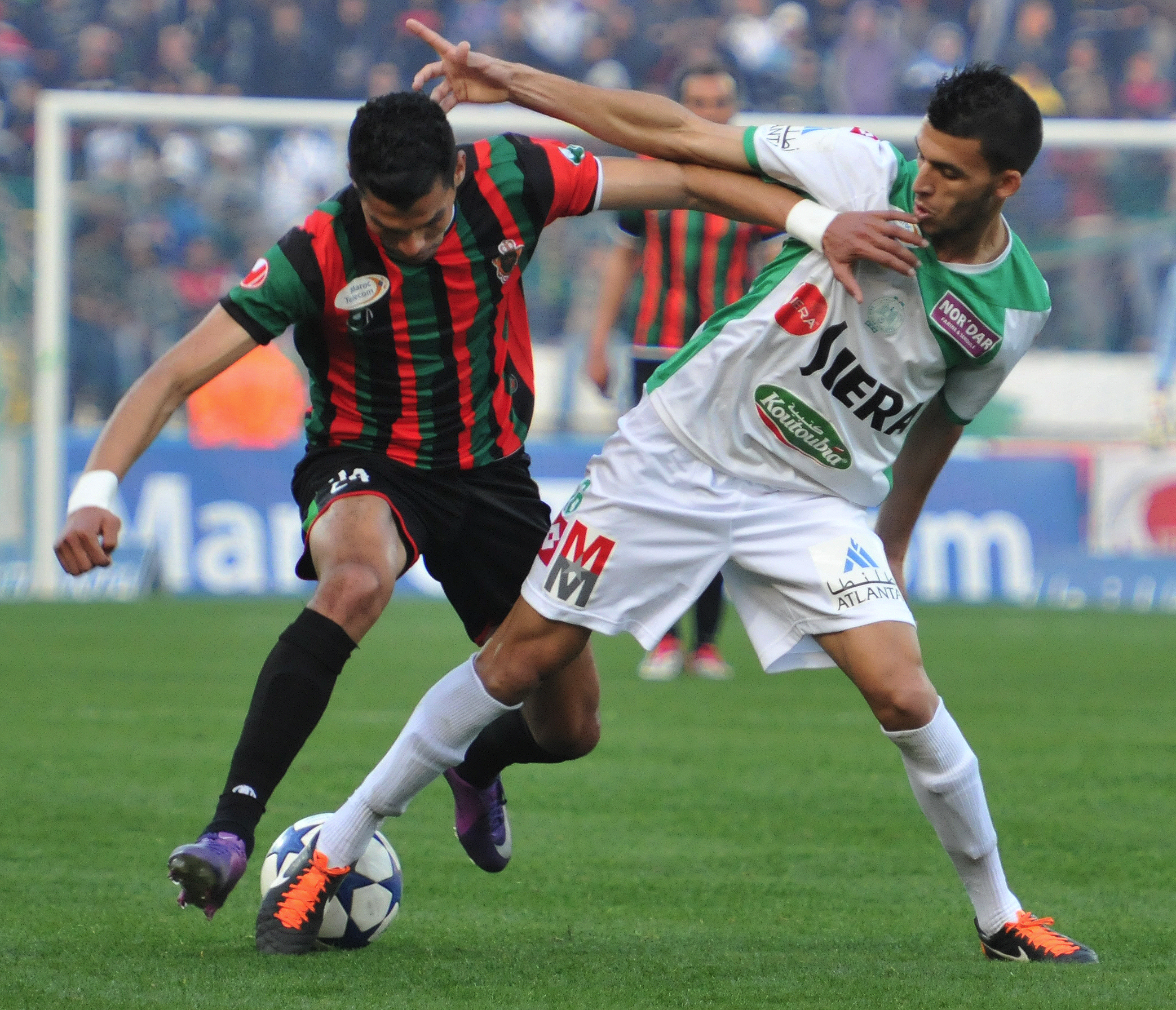
Mohamed Oulhaj débute au Raja durant la période de Sellami.

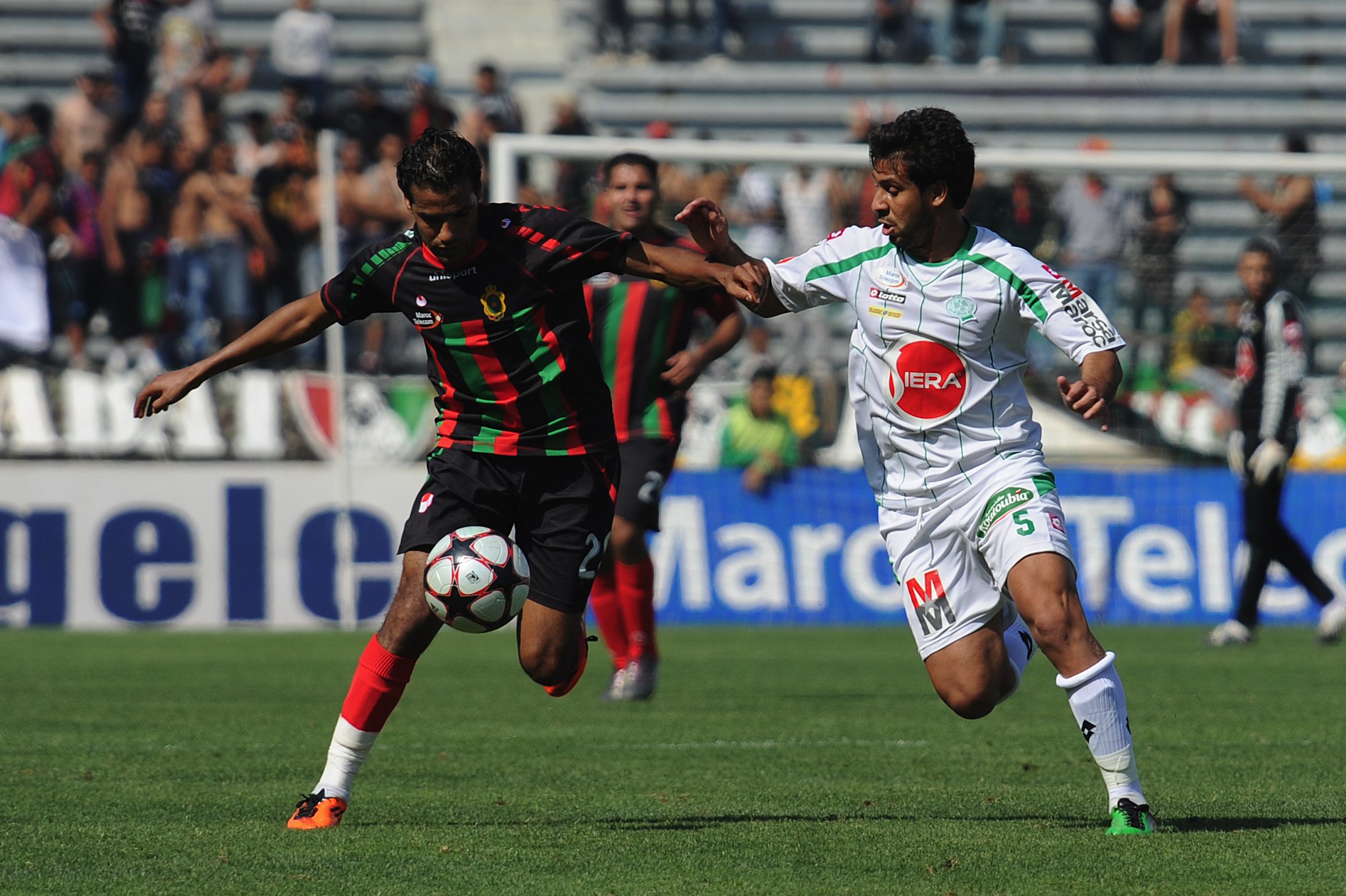
Mohsine Moutouali débute au Raja durant la période de Sellami.

Après son élimination des demi-finales de la Ligue des champions 2005, Alexandru Moldovan est évincé de son poste. À peine les crampons raccrochés, Jamal Sellami est chargé d'assurer l'intérim durant cette période délicate.
Son premier match semble être une mission quasi-impossible, en effet, le Raja joue le match retour des seizièmes de finale de la ligue des champions arabes contre le Zamalek SC, alors que ce dernier s'est imposé à Rabat sur le score de 2-0. Mais lors d'un match qui marquera les esprits, les Verts parviennent à renverser la donne et s'imposent 3-0 au Caire grâce aux buts de Maïga, Alloudi et Iajour,.
Pour son premier match de championnat, le Raja bat le Difaâ Hassani d'El Jadida au Stade Mohamed V sur le score de 3-2. Vient ensuite le 99e Derby, et alors que les Verts sont menés au score, Modibo Maïga marque le but d'égalisation sur un coup de ciseau qui marquera les esprits comme l'un des plus beaux buts de l'histoire du Derby, avant que Soufiane Alloudi n'inscrit le deuxième but et offre la victoire à son équipe.
Pour son 4e match, le Raja concède un nul 0-0 face au Moghreb de Tétouan au Stade Mohamed V, avant d'échouer à Moulay-Abdallah face aux FAR de Rabat sur le score de 2-0. Quelques jours après, le Raja annonce le retour d'Oscar Fulloné sur son banc, avec Jamal Sellami au poste d'entraîneur-adjoint.

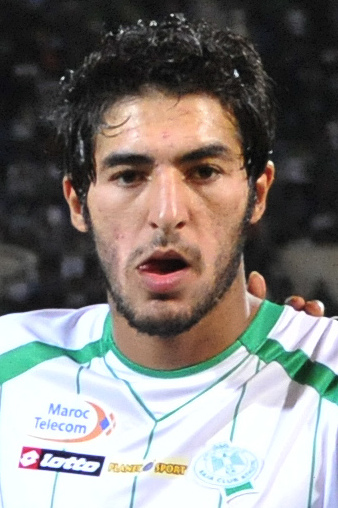
Yassine Salhi débute au Raja durant la période de Sellami.

Le 6 mai 2006, le Raja remporte la Ligue des champions arabes en battant en finale-retour les égyptiens de l'ENPPI Club 1-0 (but de Alloudi à la 67e minute), après que les Verts se sont imposés au Caire sur le score de 2-1 (buts de Alloudi et Soulaimani).
Au mercato estival de 2006, le Raja connait une vague de départ de ses joueurs-clés tels que Marouane Zemmama, Modibo Maïga ou encore le buteur de la saison précédente, Mustapha Bidoudane.
Le 26 novembre 2006, après avoir éliminé le Shabab Tulkarm (score cumulé : 14-0), les verts affrontent Al Ahly Djeddah pour le compte du match retour des seizièmes de finale de la Ligue des champions arabes. La rencontre s'achève sur le score de 3-3. De ce fait, le Raja est éliminé après le nul à Djeddah (1-1). Après cette élimination, il s'ensuit une saison catastrophique qui se solde par une onzième place au classement du championnat et une élimination aux quarts de finale de la coupe du trône.
En août 2007, le Raja remporte le tournoi Arab Summer Cup organisé à Nyon par ART, avec la participation de Al-Hilal FC, Al-Ain Club et le Koweït SC.
À l'aube de la nouvelle saison, Jamal Sellami devient l'adjoint du français Jean Yves Chay qui prend les rênes de l'équipe. Loin des attentes du public, les jeunes promus réussissent à assurer une troisième place au classement du championnat, et parviennent même à battre le Wydad aux matchs aller et retour sur les scores respectifs de 2-0 et 1-0.

#### Entraîneur du DHJ et adjoint de l'équipe nationale (2008-2010)
En juillet 2008, il succède à François Bracci aux commandes du Difaâ Hassani d'El Jadida, c'est sa première expérience en tant qu'entraîneur principal.
En juillet 2009, Roger Lemerre est démis de ses fonctions de sélectionneur du Maroc pour insuffisance de résultats. Pour le reste des éliminatoires combinés de la Coupe d'Afrique et de la Coupe du monde 2010, la Fédération royale marocaine confie les rênes de l’équipe nationale à Hassan Moumen, épaulé par Houcine Ammouta, Abdelghani Bennaciri et Jamal Sellami.
Le 6 septembre 2009 à Lomé, le nouveau staff dispute son premier match. Après un match difficile, les Lions de l'Atlas arrachent un nul du Togo grâce à un but tardif de Adel Taarabt. Les marocains réalisent ensuite une campagne de qualification catastrophique avec deux autres défaites 3-1 et 2-0, respectivement face au Gabon et au Cameroun. Le Maroc finit dernier de son groupe et ne se qualifie à aucune compétition.
Le 9 janvier 2010 au Stade Mohammed V, alors qu'il sont menés au score face au  Wydad AC sur un but de Lys Mouithys, les hommes de Jamal Sellami renversent la donne grâce à deux buts de Adil Kerrouchi et Pape Latir N'Diaye. En remportant ce match, le Difaâ s'adjuge le titre honorifique de champion d'automne et relègue son adversaire à la deuxième place.
Jamal quitte le club Doukali au milieu de la phase retour du championnat, pour se concentrer notamment sur sa fonction d'adjoint au sein de l'équipe nationale marocaine. Le 8 juin, le staff de Hassan Moumen est remercié, et la fédération annonce le Belge Éric Gerets comme le nouveau sélectionneur des Lions de l'Atlas.

#### Hassania d'Agadir (2010-2011)
Jamal Sellami débarque en juillet 2010 à la Hassania d'Agadir, où il doit palier avec le départ de nombreux joueurs-clé, comme Adil Matouni, Khalid Sbaï ou le buteur de l'équipe lors de la saison précédente Gérard Gohou.
Le 28 novembre, il bat son équipe précédente lors de la 10e journée du championnat sur son terrain, le Stade Ben Ahmed El Abdi, malgré l'expulsion de Jamal Laabidi, grâce à un penalty du défenseur Yassine Rami.
Après un début de saison remarquable, les Soussis réaliseront en revanche une phase retour moins étincelante avec aucune victoire lors des 10 dernières journées, et finiront le championnat à la 9e place.

#### FUS de Rabat (2011-2014)

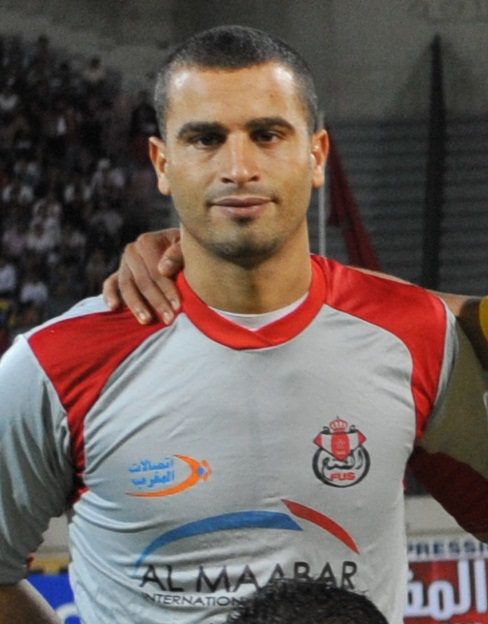
Issam Badda, gardien titulaire de la période de Sellami.

Au titre du début de la saison 2011-2012, le FUS de Rabat paraphe un contrat de 2 ans avec Jamal Sellami pour prendre les commandes de l'équipe. « J'ai convenu avec le conseil d'administration du club de mettre en place un programme à court et à moyen terme, qui se traduirait par la formation d'une jeune équipe capable de réaliser les réalisations auxquelles aspire le club. Nous sommes en train de renforcer nos rangs avec des bons joueurs étrangers, sans oublier l'importance de la formation pour empêcher le club à l’avenir de recruter en dehors de l’équipe. ».

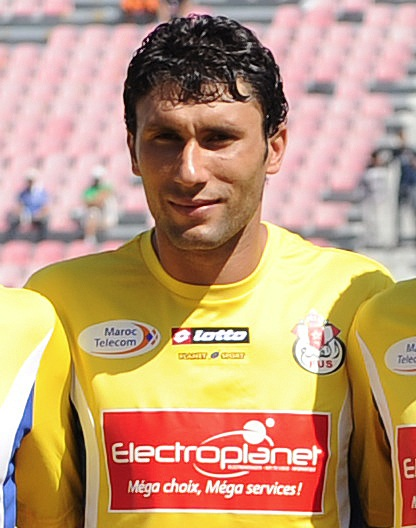
Brahim El Bahri fait ses débuts avec le FUS sous les commandes de Sellami.

Après une rude course au titre avec le Moghreb de Tétouan, survient le dernier match de la saison qui oppose les deux formations qui sont toutes les deux en quête du premier championnat de leurs histoires. Les Nordiens ont besoin d'un nul pour être sacré champions, tandis que le FUS doit impérativement gagner le match pour s'adjuger le titre.
La rencontre décisive se joue le 28 mai 2012 dans un Stade Moulay-Abdallah plein de 40.000 supporters. En deuxième période, sur une erreur d’appréciation du gardien Aziz Kinani, l'attaquant du MAT Abdelkrim Benhania fait une percée de l’axe central et réussit à tromper la vigilance du portier donnant ainsi l’avantage aux siens. Ce but était suffisant pour priver les Rbatis de leur premier championnat, mais Sellami et ses hommes sont acclamés par les supportes qui saluent leur parcours exceptionnelle où ils ont dominé le championnat pendant 18 journées consécutives.

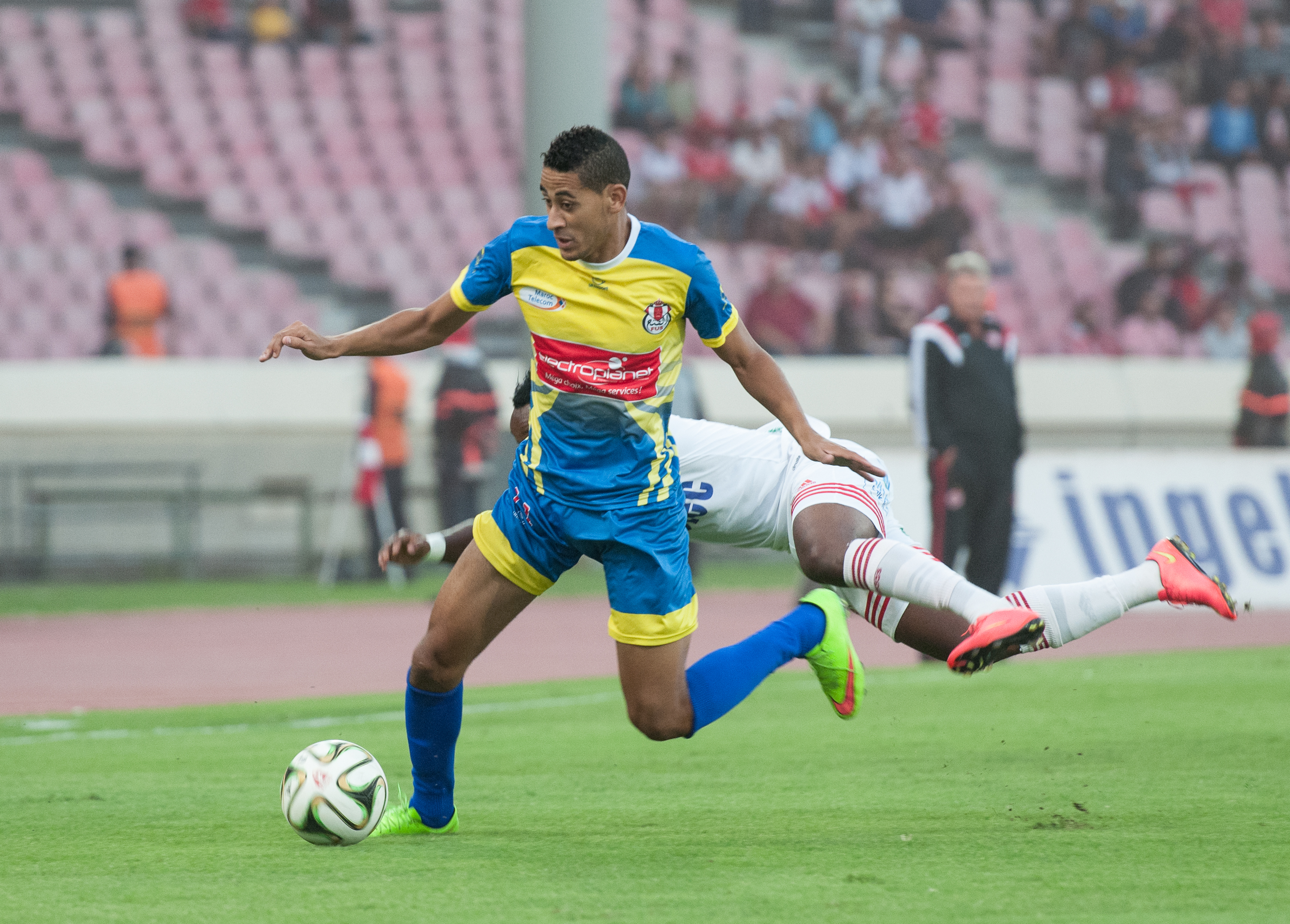
Mourad Batna, homme fort du FUS de Sellami.

L'entame de la saison 2012-2013 est moins étincelante que sa précédente, le club est éliminé précocement de la Coupe du trône contre la Mouloudia d'Oujda, et est terrassé lors de la première journée du championnat par le Raja CA, futur vainqueur de la compétition.
Le 15 février 2013, le FUS participe pour la première fois de son histoire à la Ligue des champions de la CAF, lorsqu'il affronte le Real de Banjul au titre du tour préliminaire de la Ligue des champions 2013. Les hommes de Jamal Sellami s'imposent difficilement avec un penalty à la 94e minute, transformé avec succès par Mourad Batna. Avec une défaite 2-1 au match retour, le FUS se qualifie pour le tour suivant où il s'oppose à l'Union Douala qu'il surclasse sur un score cumulé de 3-1,.
Pour les huitièmes de finale, le tirage au sort oppose le FUS à Sewe Sports San-Pédro. La première manche se joue le 21 avril 2013 où les Rbatis concèdent un nul 1-1 sur leur pelouse, tandis que le match retour se termine sans buts. Le FUS est éliminé et il est donc reversé aux barrages de la Coupe de la confédération.
Le tirage au sort donne lieu à une confrontation délicate contre les FAR de Rabat, c'est le premier Derby de Rabat qui va être disputé en dehors des enjeux traditionnels, c'est-à-dire la Botola et la Coupe du trône. Les hommes de Jamal Sellami remportent la première manche sur le modeste score de 1-0 grâce au but contre son camp de Yassine El Kordy. Et lors d'un match retour épique qui se termine avec 3 buts dans chaque camp, le FUS se qualifie pour la seconde fois de son histoire à la phase de poules de la coupe de la confédération, après l'édition de 2010 qui a vu les Fussistes soulever le trophée.

#### Difaâ d'El Jadida (2015-2016)
Le 4 juin 2015, le Difaâ Hassani d'El Jadida annonce que Jamal Sellami succède à Tarek Mostafa à la tête de l'équipe, avec Youssef Safri au poste d'entraîneur-adjoint.
Dès sa prise de fonction, Jamal Sellami recrute des joueurs expérimentés comme l'international ex-portier du Raja Khalid Askri et l'ivoirien Bassiriki Ouattara, ou des jeunes tels que Walid Azarou et le défenseur produit du centre de formation du Raja, Marouane Hadhoudi.
Au titre des seizièmes de finale de la Coupe du trône 2015, le Difaâ outrepasse le Hassania d'Agadir aux tirs au but après deux nuls aux matchs aller et retour (score cumulé: 3-3, t.a.b: 4-1). Mais il est éliminé du tour suivant face à son club précédent, le FUS (score cumulé: 1-1),. La suite est tout aussi estompée puisque l'équipe n'engrange sa première victoire que lors la 8e journée contre le Kawkab de Marrakech.
La faiblesse des résultats en Botola, classés seulement à la dixième place, et les tensions accrues avec la direction marquent la fin de l'époque Sellami à El Jadida. Le 16 février 2016, 3 jours après la défaite à domicile contre le Kénitra AC, le Difaâ Hassani d'El Jadida officialise sa séparation avec Jamal Sellami,.

#### Sélectionneur de l'équipe du Maroc des locaux (2016-2018)
Le 15 juillet 2016, la Fédération royale marocaine de football engage Jamal Sellami qui va se charger de l'équipe du Maroc des locaux épaulé dans sa fonction par Mark Wotte, puis à partir d'octobre par Samir Ajam,.
En décembre 2017, Jamal Sellami dévoile la liste définitive de 23 joueurs qui prendront part au Championnat d'Afrique de nations 2018 organisé au Maroc.
Les Lions de l'Atlas réalisent une entame de haute voltige en terrassant la Mauritanie 4-0, en battant la Guinée 3-1 grâce à un triplé de Ayoub El Kaabi et en se contentant d'un nul vierge face au Soudan avec une équipe que Sellami a largement remaniée pour faire souffler ses titulaires. En quarts de finale, après un match maîtrisé, le Maroc bat les Namibiens 2-0 puis s'imposent plus difficilement en demi-finales face à la Libye sur le score de 3-1 lors d'un match qui s'achève en 120 minutes. Le 4 février 2018 au Stade Mohamed V, ils emmènent les Lions de l'Atlas à la victoire finale en écrasant le Nigeria sur le score de 4-0.
Le 6 octobre, il annonce la liste des 24 joueurs convoqués pour participer au stage de concentration fermé établit en Espagne du 8 au 16 octobre, avec des matchs amicaux contre Grenade CF et Malaga CF.

#### Sélectionneur de l'équipe du Maroc U17 et U19 (2018-2019)
Du 20 au 27 décembre, les Lionceaux de l'Atlas participe à la Coupe de l'Union Nord Africaine de Football. Ils surclassent sur des scores-fleuves les formations de leur groupe, la Tunisie (4-1) et la Mauritanie (6-0) avant de faire face en finale au premier du groupe B, le Sénégal. Lors de celle-ci, les Marocains mènent au score tout le long du match grâce à un but de Faïssel Boujemaâoui à la 37e minute, mais un penalty controversé à la 90e vient estomper cette joie (1-1). Les Lionceaux de la Teranga s'impose finalement au terme d'une séance de tirs au but qui s'est achevée à leur avantage (5-4).
Le 22 janvier 2019, il est désigné "personnalité de l’année 2018" dans le domaine sportif par la Maghreb Arabe Presse.
En mars 2019, la sélection nationale U17 remporte le tournoi international d’Antalya en Turquie. Les Marocains alignent trois victoires, la première contre la Biélorussie (1-0; but de Aliaxi Shalishenko contre son camp), la seconde contre l'Ouganda (4-1; buts Ouhrou, Ait El Asri et doublé de Boujemaoui), et la dernière face au Cameroun (2-1; buts de Bentayeb et Maouhoub),,.

#### Retour au Raja CA (2019-2021)
Le 11 novembre, deux jours après la défaite du Raja CA contre le Youssoufia de Berrechid en Championnat (2-3), Patrice Carteron est démis de ses fonctions. Paraphant un contrat qui court jusqu'en 2021, Jamal Sellami reprend les rênes de l'équipe, où il sera épaulé par Youssef Safri et Hicham Aboucheroune. Trois jours plus tard, le nouveau staff est présenté à la presse au Complexe Raja-Oasis, Sellami déclare « Je suis content de mon retour dans mon club de cœur. Pour moi, c'est un rêve qui se réalise, le Raja m'a beaucoup donné par le passé. J'espère être à la hauteur de cette responsabilité et de répondre aux attentes du public qui réclame du beau jeu et les trophées. », avant d'ajouter « J'ai travaillé dur pour devenir entraîneur et revenir au Raja pour décrocher le titres, tout en apportant mon expérience aux joueurs de l'équipe. ».
Le 23 novembre, le premier match de Jamal sur le banc du Raja est le retour des huitièmes de finale du Championnat arabe des clubs contre le Wydad, les Verts se retrouvent sont menés au score 4-1. En quinze minutes, Ahaddad marque le deuxième but, Moutouali marque un penalty en réalisant une « Panenka » à la 88e minute, avant que Ben Malango ne complète cette Remontada historique et n'inscrit le but d'égalisation à la 94e minute (4-4) synonyme de qualification. Le Raja élimine donc son ennemi juré lors du premier Derby disputé dans une compétition internationale. Auteur d'un doublé et d'une passe décisive, tous les observateurs s'accordent à élire Moutouali Homme du match de ce 128e Derby.
Le 10 mars 2020, la commission de discipline de la FRMF décide de suspendre Jamal pendant quatre matchs dont deux fermes. Il devra également s'acquitter d'une amende de 30.000 DH. Cette sanction arrive prés d'un mois et demi après la divulgation d'un enregistrement audio, dont lequel il mettait en causes certains organes de la Fédération.
Le 11 octobre 2020, le Raja remporte le 12e championnat de son histoire. En tête du classement, les Verts reçoivent les FAR de Rabat lors de l'ultime journée, et ont besoin d'une victoire pour s'adjuger le championnat. Les militraires prennent l'avantage à la fin du premier carton, avant qu'un doublé décisif de Abdelilah Hafidi dont un but marqué à la 90e minute, ne renverse la vapeur pour sacrer le Raja comme champion du Maroc. C'est le premier titre de championnat de Jamal Sellami en tant qu'entraîneur après que la chance lui ai tourné le dos à deux reprises, en terminant à la deuxième place en 2009 et 2012.
Le 26 novembre, il est désigné meilleur entraîneur du championnat marocain 2019-2020 par l'Union marocaine des footballeurs professionnels.
Le 6 avril 2021, deux jours après sa victoire contre le Pyramids FC, il présente sa démission après 17 mois passés au poste d'entraîneur du Raja CA.

## Statistiques en sélection
1. 04/09/1994 Burkina - Maroc Ouagadougou 2 - 1 Elim. CAN 1996
2. 07/11/1994 Maroc - Cameroun Casablanca 1 - 1 Amical
3. 01/03/1995 Maroc – Sénégal Casablanca 2 - 0 Amical
4. 17/05/1995 Maroc - Égypte Marrakech 0 - 0 Amical
5. 15/11/1995 Maroc - Mali Rabat 2 - 0 Amical
6. 03/01/1996 Maroc - Tunisie Rabat 3 - 1 Amical
7. 17/01/1996 Arménie - Maroc Vitrolles 0 - 6 Amical
8. 07/02/1996 Maroc - Luxembourg Rabat 2 - 0 Amical / 1 but
9. 20/03/1996 Égypte - Maroc Dubai 0 - 2 Tournoi EAU
10. 23/03/1996 Corée du sud - Maroc Dubai 2 - 2 Tournoi EAU
11. 26/03/1996 EAU - Maroc Dubai 1 - 0 Tournoi EAU
12. 29/08/1996 Maroc - Zaire Settat 7 - 0 Amical
13. 06/10/1996 Égypte - Maroc Le Caire 1 - 1 Elim. CAN 1998
14. 12/01/1997 Ghana - Maroc Kumasi 2 - 2 Elim. CM 1998
15. 26/04/1997 Sierra Leone - Maroc Freetown 0 - 1 Elim. CM 1998
16. 13/07/1997 Éthiopie - Maroc Addis Abeba 0 - 1 Elim. CAN 1998
17. 22/04/1998 Bulgarie - Maroc Sofia 2 - 1 Amical
18. 27/05/1998 Maroc - Angleterre Casablanca 0 - 1 Coupe Hassan II
19. 29/05/1998 Maroc - France Casablanca 2 - 2 (6 - 5) Coupe Hassan II
20. 23/06/1998 Écosse - Maroc St-Étienne 0 - 3 C.M 1998
21. 02/09/1998 Maroc - Sénégal Tanger 2 - 0 Amical
22. 23/12/1998 Maroc - Bulgarie Agadir 4 - 1 Amical
23. 20/01/1999 France - Maroc Marseille 1 - 0 Amical
24. 24/01/1999 Guinée - Maroc Kamsar 1 - 1 Elim. CAN 2000
25. 28/04/1999 Pays-Bas - Maroc Arnhem 1 - 2 Amical
26. 22/12/1999 Maroc - Sénégal Agadir 0 - 0 Amical
27. 18/01/2000 Maroc - Trinité  El Jadida 1 - 0 Amical
28. 29/01/2000 Tunisie - Maroc Lagos 0 - 0 CAN 2000
29. 03/02/2000 Nigeria - Maroc Lagos 2 - 0 CAN 2000
30. 09/04/2000 Gambie - Maroc Banjul 0 - 1 Elim. CM 2002
31. 22/04/2000 Maroc - Gambie Casablanca 2 - 0 Elim. CM 2002
32. 04/06/2000 Maroc - Jamaïque Casablanca 1 - 0 Coupe Hassan II
33. 06/06/2000 Maroc - France Casablanca 1 - 5 Finale Coupe Hassan II
34. 17/06/2000 Namibie - Maroc Windhoek 0 - 0 Elim. CM 2002
35. 09/07/2000 Maroc – Algérie Fès 2 - 1 Elim. CM 2002
36. 02/09/2000 Gabon - Maroc Libreville 2 - 0 Elim. CAN 2002
37. 13/01/2001 Tunisie - Maroc Tunis 0 - 1 Elim. CAN 2002
38. 08/02/2001 Maroc - Corée du sud Dubai 1 - 1 Tournoi EAU
39. 30/06/2001 Maroc - Égypte Rabat 1 - 0 Elim. CM 2002

## Palmarès

### En tant que joueur
Olympique de Casablanca (5 titres)
- Championnat du Maroc :
  - Champion en 1994.
  - Vice-champion en 1995.
- Coupe du Trône :
  -  Vainqueur en 1992.
- Coupe arabe des vainqueurs de coupe :
  -  Champion en 1991, 1992 et 1993.

 Raja Club Athletic (5 titres)
- Championnat du Maroc :
  -  Champion en 1996, 1997 et 1998.
- Coupe du Trône :
  -  Vainqueur en 1996.
- Ligue des champions de la CAF :
  -  Vainqueur en 1997.
- Supercoupe d'Afrique :
  - Finaliste en 1998.

 Beşiktaş JK
- Supercoupe de Turquie :
  - Vainqueur en 1998.
- Championnat de Turquie :
  - Vice-Champion en 1999 et 2000.
- Coupe de Turquie :
  - Finaliste en 1999.

### En tant qu'entraîneur

#### En club
Raja Club Athletic (1)
- Championnat du Maroc :
  -  Champion en 2020

 Difaâ d'El Jadida
- Championnat du Maroc :
  - Vice-Champion en 2009.

 FUS de Rabat
- Championnat du Maroc :
  - Vice-Champion en 2012.

#### En sélection
Maroc A'
- Championnat d'Afrique des nations :
  - Champion en 2018

## Distinctions personnelles
- Meilleur Entraîneur du Championnat du Maroc en 2020 et 2023.